# Râul Caraula, Suceava
Râul Caraula este un curs de apă, afluent al râului Suceava. Râul izvorăște din Poiana Cerbului și se varsă în râul Suceava, în dreptul localității Straja.

## Hărți
- Harta județului Suceava